# Lug
- Lugh / Lug / Lugus: Um dos grandes heróis da mitologia irlandesa, Lugh era filho de Cian (neto por parte dos Dananns de Dian Cecht) e de Ethniu, filha de Balor, rei dos Fomorianos. Uma profecia dizia que Balor seria morto por seu neto. Para evitar esse destino, mandou dar fim nos netos, mas Lugh sobreviveu e foi criado por Tailtiu, sua mãe adotiva e tutelado por Manannán. Ficou conhecido como "Lugh Lámfada" - Lugh dos braços longos e "Lugh Samildanach" - Lugh, o artesão múltiplo. Lugh é o Deus dos ferreiros, cujo domínio incluía a magia, as artes e todos os ofícios em geral, seu nome significa "Luz" - brilhante como o relâmpago. Guardião da espada mágica e da lança invencível, vinda da cidade de Gorias, um dos quatro tesouros das Tuatha Dé Danann.

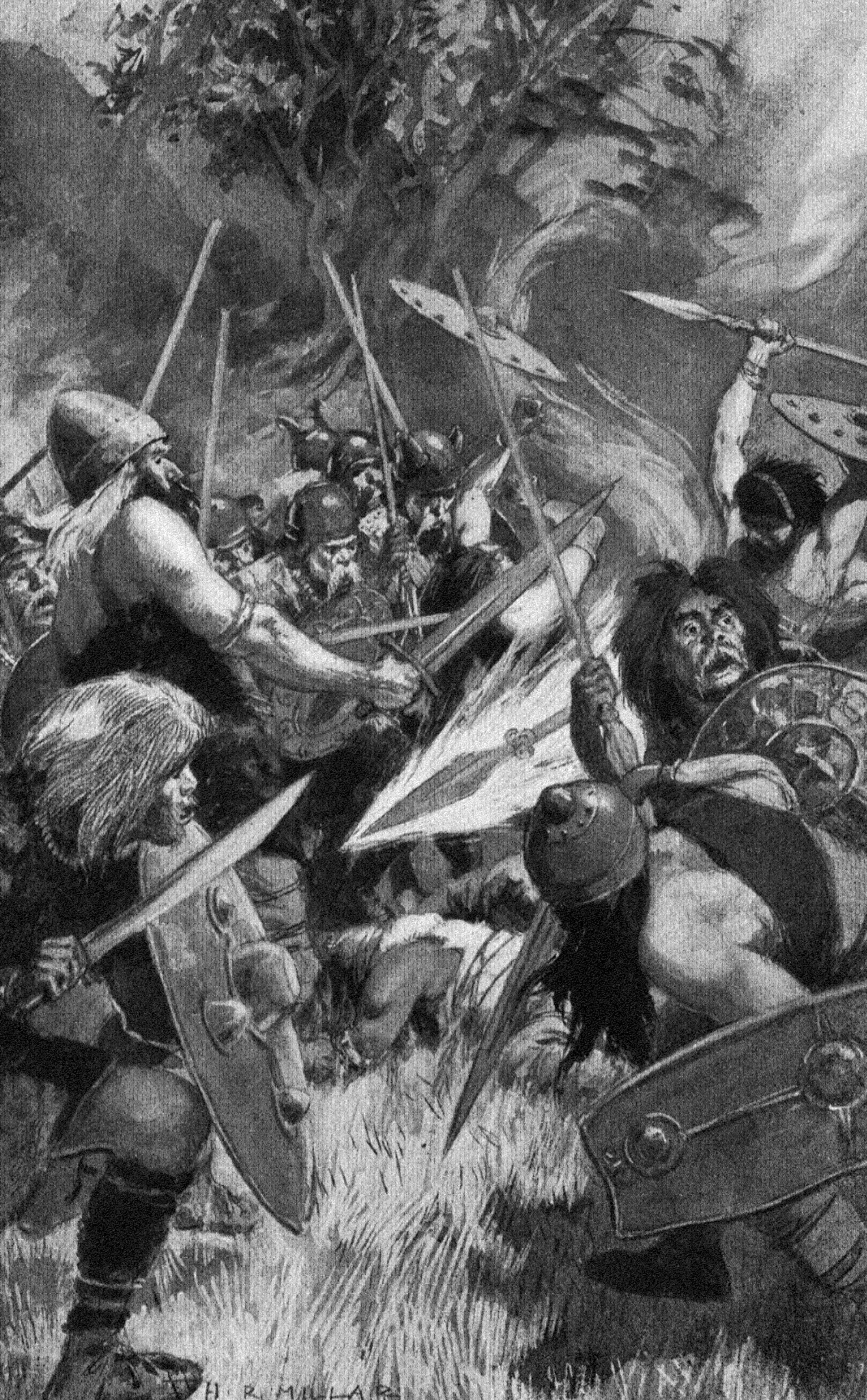
A lança mágica de Lug, gravura de Millar

Foi um dos mais populares e difundidos deuses celtas. É sempre descrito como um homem jovem, armado de uma lança de arremesso. Realiza-se até hoje, em sua homenagem, um festival chamado Lughnasadh. , a festa da primeira colheita.   